# 丰盛镇
丰盛镇，是中华人民共和国重庆市巴南區下辖的一个乡镇级行政单位。

## 行政区划
丰盛镇下辖以下地区：
丰盛社区、桥上村、梨坪村、街村、油房村、石家村、桥湾村、双碑村和王家村。